# マクマード南極点道路
マクマード南極点道路(マクマードなんきょくてんどうろ　South Pole Traverse。 McMurdo-South Pole Highwayとも)は南極大陸にある長さおよそ1450キロメートルの固まった雪でできている道路である。海岸にあるアメリカのマクマード基地と南極点にあるアムンゼン・スコット基地を結ぶ。雪を均し、クレバスを埋めて作られたが、舗装されておらず、旗で道が示してある。

## 概要

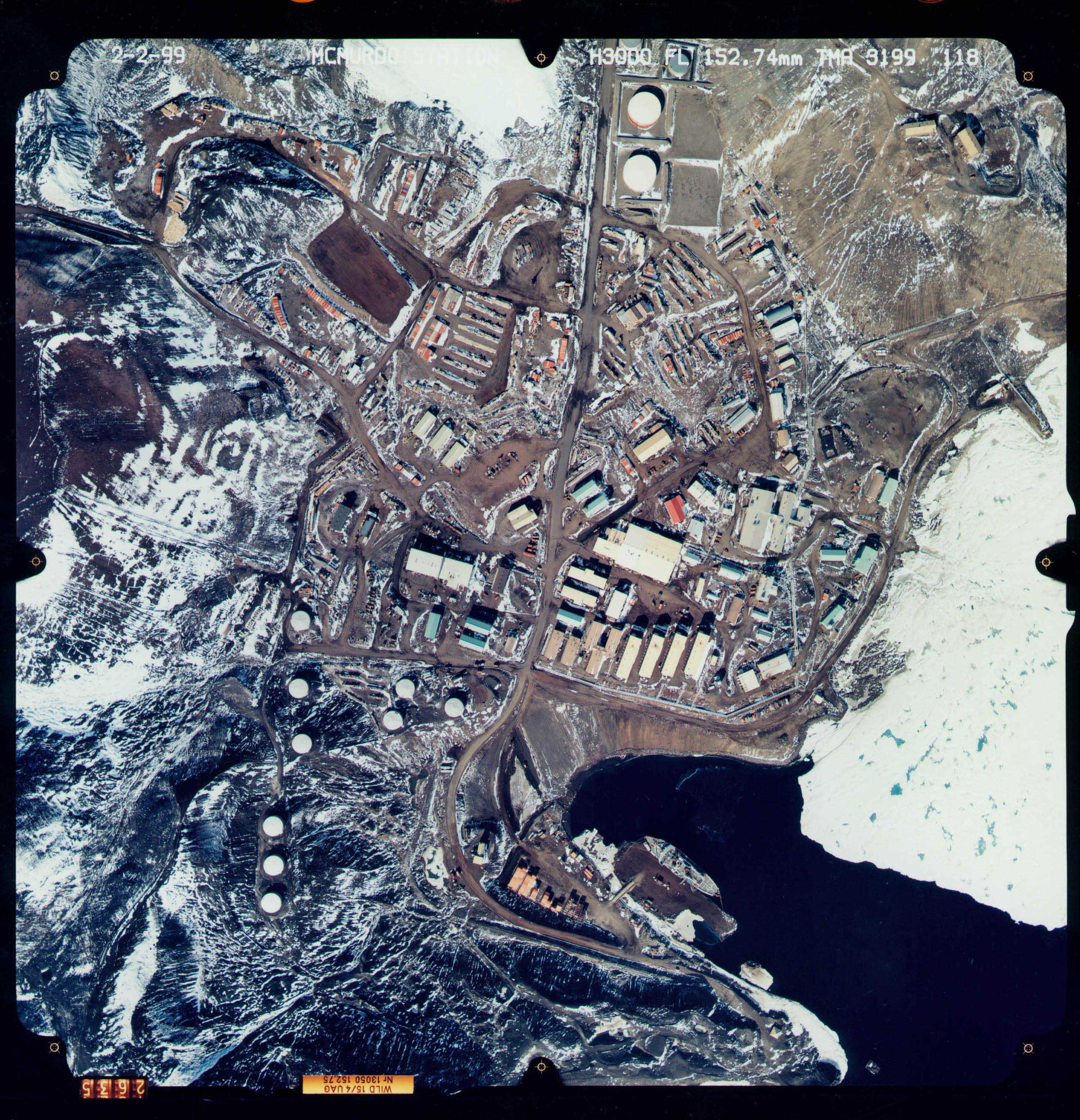
マクマード基地の衛星写真。マクマード南極点道路は中央の道路

建設は2002年から2003年にかけての南半球の夏に始まり、2005年から2006年の間の夏に完成した。つまり建設開始から4年後に道路は使えるようになった。燃料と貨物用のそりを引く、キャタピラなどのついたトラクターなら南極点までおよそ40日間で運べる。マクマード基地へ帰るときは積荷が少ないので、行きと比べて大体の場合速く帰れる。
マクマード棚氷と南極高原は比較的安定している。ほとんどのクレバスは、海面高から2キロメートル以上も登る部分に連続して段のようにある。この部分は季節毎にメンテナンスをしなければならない。この周辺では二つの氷床が動きやすいため、予定よりも多くの工事をしなければならなかった。

## 歴史

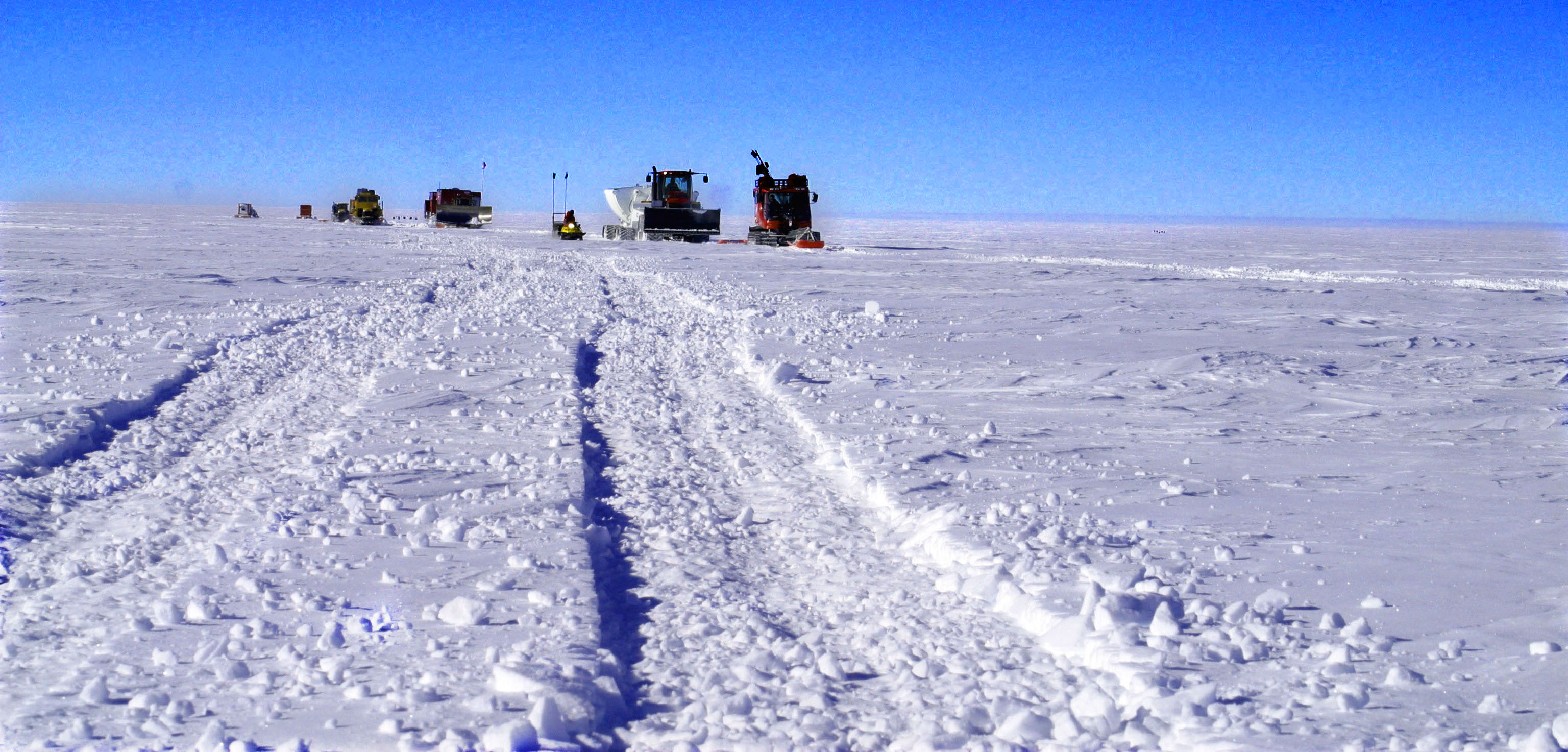
道路を走る輸送隊。2006年。

この建設計画を立ち上げたのはアメリカ国立科学財団(NSF)である。財団はより安く、かつ潜在的により信頼のおける、アムンゼン・スコット基地への物資の輸送方法を設立するためにこの計画を立ち上げた。マクマード基地が夏に悪天候に見舞われると、建設資材と研究機器を送り込むための空輸便の便数が減少してしまう。さらに、一回の輸送で空輸40回分の荷物を運べると見積もられており、カーボンフットプリントを減らせる。2007年から08年の間は輸送隊が道を修復していたため、一年間だけ使われなかったが、その後2008年から2009年の間に輸送開始した。
2006年2月7日、 NSFは、累計110トンの貨物が南極点まで運ばれたと発表した。
またこの道により、南極高原の端のドームCにあるフランスとイタリアのコンコルディア基地と南極点を光ファイバーで繋ぐという計画、南極点接続性プログラムのための重機が移動しやすくなった。コンコルディア基地は静止衛星に二十四時間アクセスできるが、静止衛星は、水平線の下にある極点では使えない。なので南極点では現在、十分に赤道の南まで下がってくる、二三の古く低帯域な人工衛星を、一日に数時間ほど使っている。だが、これらの人工衛星は寿命が近づいている。なので、マクマード基地までの新しい道が、そのような情報リンクのきちんと維持された代替ルートを提供する可能性がある。しかしながら、ケーブルがせん断帯に長期間適合できるのか、ということについては諸説ある。また、NSFが極軌道の特殊目的の人工衛星を幾つか配備することを選ぶ可能性もある。
2013年2月、en:Maria Leijerstamは三輪のリカンベントファットバイクを漕いで、マクマード南極点道路を走破した。彼女はこの功績により、南極点に初めて自転車で到達した人間であると、ギネス世界記録に認定された。